# 1896년 하계 올림픽 수영
1896년 하계 올림픽 수영은 그리스 아테네에서 개최된 1896년 하계 올림픽의 종목이다. 1896년 4월 11일에 제아 만에서 진행되었다. 4개국에서 19명의 선수가 참가하였으며 남자 자유형 경기만 열렸다.

## 경기장
| 도시   | 경기장  |
| ------ | ------- |
| 아테네 | 제아 만 |

## 세부 종목
1896년 하계 올림픽 수영의 세부 종목은 아래와 같으며, 남자 경기만 진행되었다.
| - 자유형 - 남자 100m - 남자 500m - 남자 1200m - 남자 100m |

## 참가국
4개국에서 19명의 선수가 참가하였다.
- 그리스 (15명)
- 미국 (1명)
- 오스트리아 (2명)
- 헝가리 (1명)

## 메달 집계

### 최종 순위
| 순위 | 국가       | 금메달 | 은메달 | 동메달 | 합계 |
| ---- | ---------- | ------ | ------ | ------ | ---- |
| 1    | 헝가리     | 2      | 0      | 0      | 2    |
| 2    | 그리스     | 1      | 3      | 3      | 7    |
| 3    | 오스트리아 | 1      | 1      | 0      | 2    |
| 합계 | 합계       | 4      | 4      | 3      | 11   |

### 메달리스트
| 종목                         | 금                             | 은                           | 동                               |
| ---------------------------- | ------------------------------ | ---------------------------- | -------------------------------- |
| 남자 자유형 100m 자세히      | 알프레드 하요스 · 헝가리       | 오토 헤르슈만 · 오스트리아   | 없음                             |
| 남자 자유형 500m 자세히      | 파울 네우만 · 오스트리아       | 안토니오스 페파노스 · 그리스 | 에프스타시오스 코로파스 · 그리스 |
| 남자 자유형 1200m 자세히     | 알프레드 하요스 · 헝가리       | 요아니스 안드레우 · 그리스   | 에프스타시오스 코로파스 · 그리스 |
| 남자 해군 자유형 100m 자세히 | 이오아니스 말로키니스 · 그리스 | 스피리돈 카사피스 · 그리스   | 디미트리오스 드리바스 · 그리스   |

## 참고 자료
- 국제 올림픽 위원회 - 1896년 하계 올림픽 수영 경기 결과 (영어)
- Lampros, S.P.; Polites, N.G.; De Coubertin, Pierre; Philemon, P.J.; & Anninos, C. (1897). 《The Olympic Games: BC 776 – AD 1896》. Athens: Charles Beck. (Digitally available at  보관됨 2013-01-16 - 웨이백 머신)
- Mallon, Bill; & Widlund, Ture (1998). 《The 1896 Olympic Games. Results for All Competitors in All Events, with Commentary》. Jefferson: McFarland. ISBN 0-7864-0379-9. (Excerpt available at )
- Smith, Michael Llewellyn (2004). 《Olympics in Athens 1896. The Invention of the Modern Olympic Games》. London: Profile Books. ISBN 1-86197-342-X.

| 올림픽 수영 |                                     |           |
|             | 1896년 하계 올림픽 수영 아테네 1896 | 다음 대회 |
|             | 1896년 하계 올림픽 수영 아테네 1896 | 파리 1900 |